# Andrea Ahmann
Andrea Lipp Ahmann(Stuttgart, 19 de novembro de 1968) é ex-voleibolista indoor e jogadora de vôlei de praia alemã, que no vôlei de praia, foi medalhista de prata no Campeonato Europeu em 2003 na Turquia e de bronze na edição 2001 na Itália.

## Carreira
Em 1996 estreava ao lado de Cordula Borger no cenário internacional no Challenge de Vasto e terminaram na nona posição. No ano de 2000, formou dupla com Silke Schmitt sagraram-se vice-campeãs do campeonato nacional, e no circuito mundial, estrearam no Aberto de Berlim e ocuparam apenas o quadragésimo primeiro posto. No ano de 2001, passou atuar ao lado de Ulrike Schmidt e foram medalhistas de bronze no Campeonato Europeu de Voleibol de Praia de 2001 em Jesolono Campeonato Mundial de Klagenfurt e finalizaram na trigésima terceira posição, depois, jogaram no Aberto de Macau, torneio do circuito mundial, e terminaram em décimo sétimo posto.
No ano de 2002, esteve ao lado de Jana Vollmer, terminaram em nono lugar na edição do Campeonato Europeu de Voleibol de Praia de 2002 em Basileia, e no circuito mundial conquistaram: o trigésimo terceiro posto nos Abertos de Madrid e de Stavanger,em vigésimo quinto posto no Aberto de Gstaad e no Grand Slam de Klagenfurt, alcançaram o décimo sétimo lugar nos Abertos de Rodes, Osaka e Maiorca, assim como no Grand Slam de Marselha,  além do nono lugar no Aberto de Vitória.
Ao lado de Jana Vollmer, conquistaram o vice-campeonato nacional, também a medalha de prata no Campeonato Europeu de 2003 em Alânia, e pelo circuito mundial, terminaram em vigésimo quinto nos Grand Slams de Marselha e Los Angeles,  em décimo sétimo posto  no Grand Slam de Berlim e nos Abertos de Stavanger e Lianyungang , mesma posição que terminaram no Campeonato Mundial no Rio de Janeiro, e no referido circuito, finalizaram em nono lugar nos Abertos de Gstaad, Milão e Osaka, e o quinto lugar no Grand Slam Klagenfurt.
Com  Jana Vollmer, também terminou em quinto no Campeonato Europeu de 2004 em Timmendorfer Strand, e no circuito mundial terminaram na vigésima quinta posição no Aberto de Stavanger, em décimo sétimo nos Abertos de Xangai e Fortaleza, como também nos Grand Slams de Marselha e Klagenfurt, em nono nos Abertos de Rodes, Osaka e Maiorca, além do quinto lugar no Grand Slam de Berlim. Com Sara Goller esteve na Renault Beach Cup em Bonn e terminaram em quinto. Em 2006, 2007 e 2008 e competições em solo alemão esteve com Tanja Scheuer, também em 2007 com Sandra Eichmann, em 2008 esteve com Tanja Stooß e de forma análoga em competições nacionais atuou em 2013 com Mahendra Scharf.